# 1554 Yugoslavia
Yugoslavia (asteróide 1554) é um asteróide da cintura principal, a 2,0919307 UA. Possui uma excentricidade de 0,2012402 e um período orbital de 1 548,08 dias (4,24 anos).
Yugoslavia tem uma velocidade orbital média de 18,40463429 km/s e uma inclinação de 12,16078º.
Esse asteróide foi descoberto em 6 de Setembro de 1940 por Milorad Protić.